# Barka (pesem)
Barka je sodobna duhovna pesem, znana kot najljubša pesem papeža Janeza Pavla II. Gre za poljsko različico španske duhovne pesmi Pescador de hombres ('Ribiči ljudi'), ki jo je zložil Cesáreo Gabaráin v Madridu, je prišla na Poljsko leta 1974, ko jo je salezijanec Stanisław Szmidt prevedel v poljščino za katoliško laično gibanje Oase. Pripoveduje zgodbo o apostolu Petru: »Gospod, srečal si me, tvoje ustnice so klicale moje ime,« pravi refren, »Zapuščam svoj čoln (polj. barko) na obali in že danes začnem lovit s srcem."

## Pomen pesmi
Papež Janez Pavel II. je pel Barko v Gnieznu leta 1979 med svojim prvim romanjem na Poljsko. S piscem besedil, duhovnikom Stanisławom Szmidtom, se je srečal leta 1980 med splošno avdienco v Vatikanu.
Pred tremi milijoni navdušenih ljudi je papež 18. avgusta 2002 pri maši na krakovskem trgu Błonia-Wiesen dejal: »Ta pesem me je spremljala v Rim leta 1978 in zazvenela mi je v ušesih, ko sem slišal razsodbo konklava. To je ostalo v meni skozi leta. Od takrat so Poljaki v njegovo čast Barko prepevali  na množičnih praznovanjih, koncertih in spontanih srečanjih. Številni pomembni poljski izvajalci, med njimi Anna Maria Jopek in Krzysztof Krawczyk, jih imajo na svojem rednem koncertnem repertoarju. Številni Poljaki v besedilu pesmi ne prepoznajo le osebne zgodbe papeža, ampak tudi svojo življenjsko zgodbo ali zgodbo Poljakov kot celote, zato je barka zdaj postala ponarodela.

## V drugih jezikih
Pesem ima tudi slovensko različico, naslovljeno Jezus se ob morju ustavi. V hrvaščini je znana kot Krist na žalu oz. O, Boze zar si pozvao mene. V italijanščini je naslov Ti ringrazio mio signore.